# 253 Mathilde
Mathilde (denumirea planetei minore: 253 Mathilde) este un asteroid din centura de asteroizi mijlocie, cu un diametru de aproximativ 50 de kilometri, care a fost descoperit de astronomul austriac Johann Palisa la Observatorul din Viena pe 12 noiembrie 1885. Are o orbită relativ eliptică căruia îi ia mai mult de patru ani pentru a înconjura Soarele. Acest asteroid care se rostogolește are o perioadă de rotație neobișnuit de lentă, necesitând 17,4 zile pentru a finaliza o revoluție de 360° în jurul axei sale. Este un asteroid de tip C primitiv, ceea ce înseamnă că suprafața are o proporție mare de carbon, dându-i o suprafață întunecată care reflectă doar 4% din lumina care cade pe ea.
Mathilde a fost vizitat de sonda spațială NEAR Shoemaker în iunie 1997, în drum spre asteroidul 433 Eros. În timpul zborului, nava spațială a fotografiat o emisferă a asteroidului, dezvăluind multe cratere mari care au creat depresiuni în suprafață. A fost primul asteroid carbonic care a fost explorat și, până când 21 Lutetia a fost vizitată în 2010, a fost cel mai mare asteroid care a fost vizitat de o navă spațială.

## Istoricul observațiilor

Animație a traiectoriei lui NEAR Shoemaker din 19 februarie 1996 până în 12 februarie 2001.
NEAR Shoemaker ;
433 Eros ;
Pământul ;
253 Mathilde ;
Soarele;

În 1880, lui Johann Palisa, directorul Observatorului Naval Austriac i s-a oferit un post de asistent la Observatorul din Viena recent finalizat. Deși slujba a reprezentat o retrogradare pentru Johann, i-a oferit acces la noul refractor de 68,5 cm, cel mai mare telescop din lume la acea vreme. Până în acel moment, Johann descoperise deja 27 de asteroizi și avea să folosească instrumentele de 68,5 cm și 30,5 cm de la observator pentru a găsi încă 94 de asteroizi înainte de a se retrage.
Printre descoperirile sale a fost și asteroidul 253 Mathilde, găsit pe 12 noiembrie 1885. Elementele orbitale inițiale ale asteroidului au fost apoi calculate de V. A. Lebeuf, un alt astronom austriac care lucra la Observatorul din Paris. Numele asteroidului a fost sugerat de Lebeuf, după Mathilde, soția lui Moritz Loewy — care era directorul adjunct al observatorului din Paris.
În 1995, observațiile de la sol au determinat că Mathilde este un asteroid de tip C. De asemenea, sa constatat că are o perioadă de rotație neobișnuit de lungă de 418 ore.
Pe 27 iunie 1997, nava spațială NEAR Shoemaker a trecut pe lângă Mathilde la o distanță de 1.212 km în timp ce se deplasa cu o viteză de 9,93 km/s. Această apropiere mare a permis navei spațiale să facă peste 500 de imagini ale suprafeței și a furnizat date pentru determinări mai precise ale dimensiunilor și masei asteroidului (pe baza perturbației gravitaționale a navei spațiale). Cu toate acestea, doar o emisferă a lui Mathilde a fost fotografiată în timpul zborului. Acesta a fost doar al treilea asteroid care a fost fotografiat de la o distanță mică, după 951 Gaspra și 243 Ida.

## Caracteristici

Secvență de imagini cu Mathilde în timpul zborului NEAR Shoemaker

Mathilde este foarte întunecată, cu un albedo comparabil cu asfaltul proaspăt și se crede că are aceeași compoziție cu meteoriții condrite carbonate CI1 sau CM2, cu o suprafață dominată de minerale filosilicate. Asteroidul are un număr de cratere extrem de mari, craterele individuale fiind numite pentru câmpuri și bazine de cărbune din întreaga lume. Cele mai mari două cratere, Ishikari (29.3 km) și Karoo (33,4 km), sunt la fel de mari ca raza medie a asteroidului. Impacturile par să fi rupt volume mari de pe asteroid, așa cum sugerează marginile unghiulare ale craterelor. Nu au fost vizibile diferențe de luminozitate sau culoare în cratere și nu a existat niciun aspect de stratificare, așa că interiorul asteroidului trebuie să fie foarte omogen. Există indicii ale mișcării materialului în jos.

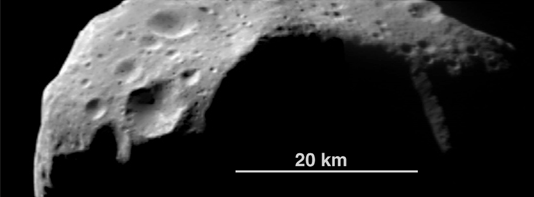
Damodar, un crater de 20 km lungime pe Mathilde

Densitatea măsurată de NEAR Shoemaker, 1.300 kg/ m3, este mai mică de jumătate din cea a unei condrite carbonice tipice; acest lucru poate indica faptul că asteroidul este o grămadă de moloz foarte slab strânsă. Același lucru este valabil și pentru mai mulți asteroizi de tip C studiați de telescoape de la sol echipate cu sisteme optice adaptive (45 Eugenia, 90 Antiope, 87 Sylvia și 121 Hermione). Până la 50% din volumul interior al Mathilde este format din spațiu gol. Cu toate acestea, existența unui scarp lung de 20 km poate indica faptul că asteroidul are o anumită rezistență structurală, așa că ar putea conține unele componente interne mari. Densitatea interioară scăzută este un transmițător ineficient al șocului de impact prin asteroid, care ajută, de asemenea, la păstrarea formelor de relief într-un grad ridicat.
Orbita Mathildei este excentrică, ducând-o la marginile exterioare ale centurii principale. Cu toate acestea, orbita se află în întregime între orbitele lui Marte și Jupiter ; nu traversează orbitele planetare. Are, de asemenea, una dintre cele mai lente perioade de rotație ale asteroizilor cunoscuți — majoritatea asteroizilor au o perioadă de rotație în intervalul 2 – 24 de ore. Datorită vitezei lente de rotație, NEAR Shoemaker a reușit să fotografieze doar 60% din suprafața asteroidului. Rata lentă de rotație poate fi explicată de un satelit care orbitează în jurul asteroidului, dar o căutare în imaginile NEAR nu a evidențiat niciunul mai mare de 10 km în diametru, până la de 20 de ori raza lui Mathilde.